# Can Cabassa (Sant Cugat del Vallès)
Can Cabassa és un edifici del municipi de Sant Cugat del Vallès (Vallès Occidental) que forma part de l'Inventari del Patrimoni Arquitectònic de Catalunya.

## Descripció
És una masia de planta rectangular i teulada a dues vessants. Té una planta baixa, pis, i golfes. Una gran torre està adossada en un dels costats laterals i també s'obren galeries a cada costat. Manté un esquema simètric en la seva composició, els murs són arrebossats de blanc. L'edifici es va construir el 1864 i es va rehabilitar el 1988. Actualment es fa servir com a restaurant equipat amb pàrquing propi, zona infantil i zones enjardinades.